# 诺尔登
诺尔登（德語：Norden，發音：[ˈnɔʁdn̩] ⓘ）是德国下萨克森州奥里希县的城市，面积106.33平方千米，2023年12月31日人口为25,210人。